# Stefan z Obazine
Stefan z Obazine, fr. Étienne d'Obazine (ur. w XI wieku k. Limoges w Limousin, zm. 8 marca 1159 w Bonnaigue) – francuski prezbiter i pustelnik, cysterski zakonnik oraz pierwszy opat w Obazine (1142-1159), święty Kościoła katolickiego.
Urodził się pod koniec XI wieku w okręgu Limousin w Masywie Centralnym. 
Wcześnie osierocony opiekował się matką i braćmi. Ukończył studia i został kapłanem. Z początku wiódł życie pustelnicze.
W 1142 roku przywdział habit i założył podwójny klasztor, dla kobiet i mężczyzn, w Obazine (fr. Aubazine), którego został pierwszym opatem. Poszukując reguły zakonnej dla nowo powstałej społeczności zasięgnął rady Wielkiej Kartuzji i opactwa w Dalon. W 1147 roku klasztor podporządkowano zakonowi cysterskiemu. Kolejno powstały klasztory w Garde-Dieu (1150) oraz we Frenade (1151).
Zmarł w Bonnaique, dzisiejszym Saint-Fréjoux we Francji, a pochowany został w opactwie Obazine na terenie diecezji Limoges.
Jest patronem katedry w Limoges (fr. Cathédrale Saint-Étienne).
Jego wspomnienie liturgiczne obchodzone jest w dzienną pamiątkę śmierci.
Zobacz też
- kult świętych
- wstawiennictwo świętych
- święci i błogosławieni Kościoła katolickiego

Źródła
- Stefan, opat z Obazine na DEON.pl (SJ i Wydawnictwo WAM)
- Stephan (Étienne) von Aubazine - Ökumenisches Heiligenlexikon (niem.)